# 葉湘怡
葉湘怡（英語：Doris Yeh，1977年9月19日—），是臺灣的重金屬音樂家，為現任閃靈樂團團長、貝斯手及合音；以及大港開唱共同創辦人與策展人。
她在就讀於大學時加入閃靈樂團，並開始於該音樂團體擔任貝斯手職務。2008年起，她開始擔任該音樂團體之團長職務。
她的配偶是同為閃靈樂團成員之主唱及民進黨籍前立法委員林昶佐。

## 生平

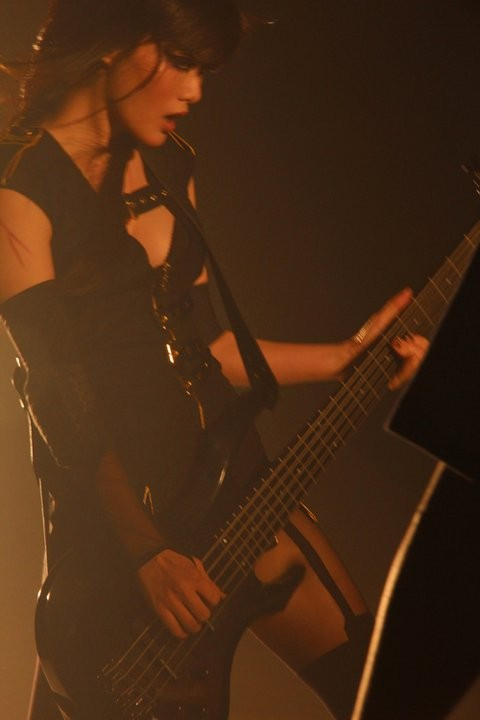
葉湘怡自1999年起成為閃靈樂團的貝斯手，並多次登上國際時尚和音樂雜誌。

葉湘怡出生於宜蘭羅東。從小學開始學習鋼琴，就讀台北商專時成立熱門音樂社，為創社社長，並成立生平第一支金屬樂團，翻唱Metallica、Slayer、Megadeth等美國重金屬樂團的歌曲。後來陸續在校外組團、包括一個純女子金屬樂團，從事音樂工作。她在大學四年級時加入閃靈擔任Bass手，2008年起擔任閃靈樂團團長。
葉湘怡在英國《Monocle》、日本《METROPOLIS》與台灣《CACAO》等雜誌談論獨立女性想法以及公共議題理念，並曾代言台灣婦女新知基金會活動。此外，她二度登上《FHM男人幫》雜誌封面、並在《GQ》等時尚雜誌。英國《FRONT》雜誌曾將葉湘怡選為該雜誌最喜愛的女藝人，美國《Revolver雜誌》將她列為廿名史上最性感重金屬搖滾女藝人之一，而波蘭最主要的搖滾音樂雜誌《Teraz Rock》將她選為國際女性重金屬搖滾藝人全球第一名，並獲選為2010年英國恐怖影展年度風雲人物。
自2006年共同創辦大港開唱音樂祭以來，葉湘怡長年擔任活動策展人。音樂祭初期面臨場地資源缺乏與觀眾市場尚未成熟，曾因入場人數不如預期導致虧損。經歷停辦與復辦之後，自2016年起活動逐漸成長為具影響力的品牌，2024年起更創下票券秒殺紀錄，2025年於5分鐘內完售，兩日吸引逾三十萬人次參與。作為策展人，葉湘怡強調大港開唱不僅是音樂演出場域，也試圖建立與城市文化的連結。她與團隊設計包含在地導覽、NGO議題區等策展內容，讓觀眾能夠從中理解港都歷史與多元社會議題，塑造專屬於高雄港邊的音樂節體驗。此外，她亦將自身在國際巡演經驗帶入活動規劃，吸引如 The Flaming Lips、QURULI 等海外藝人參演。
- 2007年

- 登上日本《Bass Magazine》雜誌。
- 登上日本流行音樂《Fools Mate》雜誌。

- 2008年

- 登上FHM國際中文版封面人物，並獲英國、澳洲、德國、墨西哥等八國版本FHM刊登，為台灣藝人獲得最多FHM各國版本刊登的紀錄。
- 出席於好萊塢舉辦的《Golden Gods Awards》音樂獎，與Slipknot、Ozzy Osbourne、Metallica共同出席，為亞洲藝人唯一獲邀。
- 獲選為美國暢銷雜誌《Revolver》搖滾藝人最殺衣裝。
- 登上英國Monocle雜誌。

- 2009年

- 獲美國暢銷雜誌《Revolver》三月號選為《最火辣重金屬搖滾藝人》。
- 獲邀參加Travel & Living的《L.A.刺青客》節目錄影，為該節目繼邀請Nikki Sixx、Scott Ian等搖滾明星之後，首次邀請亞洲的搖滾藝人。
- 獲美國《Revolver》雜誌年終號選為《史上最性感重金屬搖滾藝人》。
- 登上英國《FHM》雜誌。
- 登上英國《FRONT》雜誌，獲選為十月號「Our Favourite Lady Blossoms This Month」專題第一名，成為該雜誌最喜愛的女藝人。第二名至第五名分別是英國女子偶像團體Dolly Rockers、瑞典舞曲歌手Agnes Carlsson、美國青少年偶像女演員Ashley Greene以及蘇格蘭女演員Karen Gillan。
- 參與鄭文堂導演新作《眼淚》演出，為首度參與大螢幕，該片獲選為2009金馬獎開幕片。
- 英國暢銷搖滾雜誌Terrorizer年度讀者票選，Doris獲選為全球貝斯手排名第二名以及全球搖滾樂手第九名。

- 2010年

- 登上美國《Revolver》雜誌推出的國際搖滾女明星2010年月曆，九月藝人。
- 登上暢銷搖滾雜誌《Metal Hammer》推出的2010年月曆的五月藝人。
- 登上《GQ》雜誌國際中文版一月號GQ Girl。
- 登上《BODY體面》雜誌四月封面人物。
- 登上日本《Metropolis》雜誌封面人物。(《Metropolis》為日本閱讀量最高英文雜誌)
- 獲頒英國恐怖影展GOREZONE AWARDS 2010年度風雲人物。
- 獲選為日本暢銷雜誌《Burrn!》十一月雜誌加頁海報人物。

- 2011年

- 獲英國雜誌《Terrorizer》選為全球五十大Rock Star。
- 日本暢銷雜誌《Burrn!》選為Heavy Metal Championship全球貝斯手排名第六名。

- 2012年

- 登上《Stuff》雜誌國際中文版五月號封面人物。
- 登上《FHM男人幫》雜誌國際中文版六月號封面人物。
- 登上《CACAO雜誌》六月號主題藝人。
- 知名樂器廠牌ESP為Doris量產其特製代言琴「ESP Andromeda D.」。
- 日本暢銷雜誌《Burrn!》選為Heavy Metal Championship全球貝斯手排名第三名。

- 2013年

- 波蘭搖滾雜誌《Teraz Rock》選為國際女性重金屬搖滾藝人全球第一名。

- 2015年

- 登上菲律賓音樂雜誌《PULP MAGAZINE》封面人物。

## 演出作品

### 電影
- 2010年：《眼淚》
- 2017年：《衝組》

## 廣告代言
- Randall Amplifiers（英语：Randall Amplifiers） (2013年起)
- 暗黑破壞神III (2012年)
- ESP Guitars（英语：ESP Guitars） Bass Guitar（Doris 葉湘怡）(2008年結束代言Ibanez，轉代言ESP Guitars)
- Dunlop（英语：Dunlop Manufacturing）（Doris 葉湘怡）(2007年起)
- Coffin Case（英语：Coffin Case） (Doris 葉湘怡)
- 婦女新知愛美歌曲創作比賽（Doris 葉湘怡）(2007年)

## 外部連結
- Doris的Facebook專頁
- Doris （页面存档备份，存于）
- 葉湘怡在互联网电影资料库（IMDb）上的資料（英文）
- 葉湘怡在香港影庫上的簡介
- 葉湘怡在时光网上的簡介（简体中文）